# Росе (Модена)
Росе је насеље у Италији у округу Модена, региону Емилија-Ромања.
Према процени из 2011. у насељу је живело 94 становника. Насеље се налази на надморској висини од 12 м.